# 가루베 류타로
가루베 류타로(일본어: 苅部 隆太郎, 1992년 12월 19일 ~ )는 일본의 축구 선수이다.

## 구단 경력
과거 FC 기후에서 활동하였다.